# Hannah Kelly
Hannah Kelly, född 20 december 2000 i Bury, är en brittisk friidrottare med specialisering på 400 meter.

## Karriär
Hannah Kelly ingick i det brittiska stafettlag som kvalificerade sig till finalen på 4x400 meter som sedan tog brons vid OS 2024. Hon har även ett brons i stafett från inomhus-VM 2024.